# Eunice Muñoz
Eunice Muñoz, nome d'arte di Eunice do Carmo Munhoz (Amareleja, 30 luglio 1928 – Carnaxide, 15 aprile 2022), è stata un'attrice portoghese.

## Biografia
Nata in una famiglia di attori, Eunice Muñoz nacque ad Amareleja il 30 luglio del 1928.
Nel 1941, all'età di 13 anni, Eunice Muñoz debuttò al Teatro Nacional D. Maria II, nello spettacolo Vendaval. La sua bravura venne immediatamente riconosciuta da molti attori portoghesi, tra cui Palmira Bastos, Raul de Carvalho, João Villaret e Amélia Rey Colaço, il che le consentì una rapida integrazione nel teatro. Nel 1943 lavora con Palmira Bastos in Riqueza da Sua Avó. Continuò a riscuotere successi, al fianco di Maria Lalande e Irene Isidro (come in Raparigas Modernas).
Nel 1946 fece il suo debutto cinematografico, apparendo nel film Camões di José Leitão de Barros. Per questo ruolo, Eunice vinse il National Information Secretariat Award come miglior attrice dell'anno. Nel 1947 si sposò con l'architetto Rui Ângelo de Oliveira do Couto con cui ebbe una figlia, Susana.
Nel cinema recitò inoltre nel 1949 in A Morgadinha dos Canaviais, tratto dall'omonimo romanzo di Júlio Dinis. Partecipa anche in Ribatejo di Henrique Campos. Negli anni successivi si esibì nei teatri, fino a quando fece una pausa, il 6 febbraio del 1956, perché si risposò a Lisbona con l'ingegnere Ernesto Borges. Insieme ebbero quattro figli: Joana, António, Pedro e Maria. Nel 1957, dopo la commedia A Desconhecida, si unì al cast del Teatro Nacional Popular al fine di recitare opere di Shakespeare, Júlio Dantas, Luiz Francisco Rebello e di altri autori.
Recitò successivamente in televisione, in spettacoli come Il giardino dei ciliegi di Anton Čechov e La signora delle camelie di Alexandre Dumas.
Si sposò per la terza volta con il poeta António Barahona da Fonseca con il quale ebbe una figlia.
Nel 1970 fece delle tournée in Angola e in Mozambico. Nel 1976 partecipò all'opera Equus, di Peter Shaffer mentre due anni dopo in Felizmente há luar! di Luís de Sttau Monteiro.
Negli anni '80 apparve anche in diversi film, come Manhã Submersa, di Lauro António e Tempi difficili (Tempos Difíceis), di João Botelho.
Nel 1991, celebrò i suoi 50 anni di teatro con una mostra al Museo Nazionale del Teatro di Lisbona in presenza del Presidente del Portogallo Mário Soares. Nel 2008 prese parte a Il dubbio di John Patrick Shanley al Teatro Maria Matos.
Nel 2013 le venne diagnosticato un cancro alla tiroide. Dopo aver perso la voce, venne operata in Francia, dove subì una chemioterapia fino a novembre del 2013. Nel 2015 riacquisì parzialmente la voce.
Nell'aprile del 2021 e nel gennaio del 2022 venne nuovamente ricoverata a causa delle difficili condizioni fisiche.
Morì il 15 aprile del 2022 a Carnaxide. Venne dichiarato lutto nazionale per un giorno.

## Filmografia

### Cinema
- Camões, regia di Leitão de Barros (1946)
- Um Homem do Ribatejo, regia di Henrique Campos (1946)
- Os Vizinhos do Rés-do-Chão, regia di Alejandro Perla (1947)
- A Morgadinha dos Canaviais, regia di Caetano Bonucci e Amadeu Ferrari (1949)
- Ribatejo, regia di Henrique Campos (1949)
- Cantiga da Rua, regia di Henrique Campos (1950)
- O Trigo e o Joio, regia di Manuel Guimarães (1965)
- Manhã Submersa, regia di Lauro António (1980)
- A Fachada, regia di Júlio Alves (1986)
- Repórter X, regia di José Nascimento (1987)
- Matar Saudades, regia di Fernando Lopes (1988)
- Tempos Difíceis, regia João Botelho (1988)
- Entre os Dedos, regia di Tiago Guedes e Frederico Serra (2008)

### Televisione
- A Continuação da Comédia - teleteatro (1957)
- O Cão do Jardineiro - teleteatro (1960)
- Cenas da Vida de Uma Actriz - serie TV (1962)
- A Dama das Camélias - teleteatro (1962)
- O Admirável Mentiroso - teleteatro (1963)
- Os Anjos Não Dormem - teleteatro (1964)
- A Recompensa - teleteatro (1964)
- Minuto Zero - teleteatro (1965)
- O Jogo da Verdade - serie TV (1970)
- Nicolau no País das Maravilhas - serie TV (1975)
- O Ser Sepulto - teleteatro (1976)
- Manhã Submersa - serie TV (1979)
- Eu Show Nico - serie TV (1980)
- Xarope de Orgiata - teleteatro (1981)
- Bâton - teleteatro (1988)
- Luísa e os Outros - film TV (1989)
- A Morgadinha dos Canaviais - serie TV (1990)
- Passa por Mim no Rossio - teleteatro (1992)
- A Banqueira do Povo - telenovela (1993)
- Terra Instável - film TV (1993)
- Tordesilhas - O Sonho do Rei - teleteatro (1995)
- Nico D'Obra - serie TV (1996)
- Todo o Tempo do Mundo - telenovela (1999)
- Almeida Garrett - serie TV (2000)
- Olhos de Água - telenovela (2001)
- Porto dos Milagres - telenovela (2001)
- Sonhos Traídos - telenovela (2002)
- Coração Malandro - telenovela (2003)
- Mistura Fina - telenovela (2004)
- Dei-te Quase Tudo - telenovela (2005)
- Ilha dos Amores - telenovela (2005)
- Olhos nos Olhos - telenovela (2008)
- Equador - telenovela (2009)
- Mar de Paixão - telenovela (2010)
- A Casa das Mulheres - film TV (2012)
- Destinos Cruzados - telenovela (2013)
- A Impostora - telenovela (2016)
- A Teia - telenovela (2019)
- Quer o Destino - telenovela (2020)
- Festa é Festa - telenovela (2022)

## Teatro
- Vendaval (1941)
- Raparigas Modernas (1942)
- Riquezas da Sua Avó (1943)
- Frei Luís de Sousa (1943)
- Labirinto (1944)
- A Portuguesa (1944)
- João Ratão (1944)
- A Casta Susana (1945)
- Chuva de Filhos (1945)
- Cuidado com a Bernarda! (1946)
- A Noite de 16 de Janeiro (1947)
- Outono em Flor (1949)
- Disco Voador (1950)
- Ninotchka (1950)
- O Padre Piedade (1950)
- A Loja da Esquina (1951)
- Multa Provável (1951)
- A Menina está Louca (1951)
- O Sr. Juiz (1951)
- A Casca de Laranja (1951)
- oão da Lua (1951)
- L’Alouette (1955)
- Joana d'Arc (1956)
- A Continuação da Comédia (1957)
- Noite de Reis (1957)
- Um Serão nas Laranjeiras (1958)
- Os Pássaros de Asas Cortadas (1959)
- O Pomar das Cerejeiras (1960)
- O Cão do Jardineiro (1961)
- Três em Lua de Mel (1962)
- Os Direitos da Mulher (1962)
- O Milagre de Ann Sullivan (1963)
- O Adorável Mentiroso (1963)
- Mary, Mary (1964)
- Os Anjos Não Dormem (1964)
- Lições de Matrimónio (1965)
- O Homem Que Fazia Chover (1965)
- O Cão do Jardineiro (1965)
- As Raposas (1966)
- Verão e Fumo (1966)
- Fedra (1967)
- Édipo de Alfama (1967)
- Deliciosamente Louca (1967)
- O Ídolo (1967)
- Oração (1969)
- Os Dois Verdugos (1969)
- Dois Num Baloiço (1970)
- A Voz Humana (1970)
- O Duelo (1970)
- A Salvação do Mundo (1971)
- As Criadas (1972)
- A Maluquinha de Arroios (1974)
- O Ser Sepulto (1976)
- Os Amantes Pueris (1976)
- Hamlet (1980)
- Portugal e os Seus Poetas (1981)
- Gin Game (1982)
- Play (1983)
- As Memórias de Sarah Bernhardt (1984)
- "O parque" (1985)
- Mãe Coragem e os Seus Filhos (1986)
- Zerlina (1988)
- Passa Por Mim (1992)
- O Caminho Para Meca (1994)
- As Fúrias (1994)
- As Troianas (1996)
- A Maçon (1997)
- Madame (2000)
- Cinemascope (voz off) (2001)
- A Casa do Lago (2001)
- Miss Daisy (2006)
- A Dúvida (2007)
- O Ano do Pensamento Mágico (2009)
- O Comboio da Madrugada (2011)
- O Cerco a Leningrado (2011)
- A Margem do Tempo (2021)